# Minarelli
Minarelli est un constructeur italien de moteur à explosion deux temps depuis 1951 basé à Calderara di Reno (Émilie-Romagne. Minarelli fait partie de Fantic Motor Group.

## Histoire

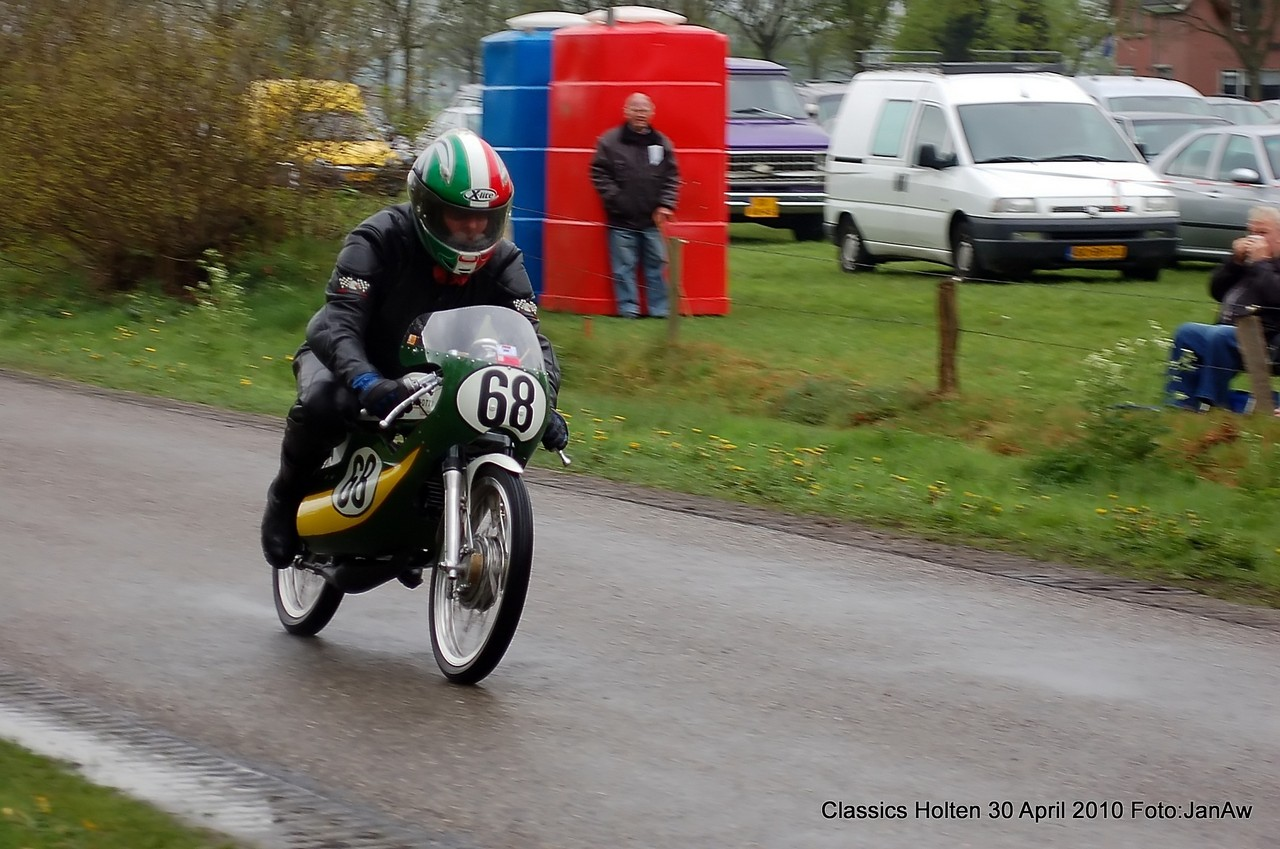
La Minarelli Pasotti 50 GP

Fondée en 1951 par Franco Morini et Vittorio Minarelli, l'entreprise italienne est spécialisée dans fabrication de moteurs 2 temps (Motori Minarelli) ayant principalement développé le moteur Minarelli P4 à partir de 1963 (50cc, 4 vitesses) puis P6 à partir de 1969 (le même avec 6 vitesses), cotes moteur alésage x course 38,8 x 42mm. Ces moteurs ont équipé une grande partie des cyclomoteurs Italiens et d'autres pays Européens à la même époque.
Ce moteur a ensuite été dérivé dans une version  "Corsa corta" (40 x 39,3mm) pour équiper certains modèles de compétition destinés au cross et à l'enduro. La course plus courte était censée permettre de monter plus haut dans les tours  tout en conservant un couple moteur satisfaisant.
Sur cette base, Minarelli a ensuite produit le P6 80cc (48 x 44mm), et ensuite le K6 au début des années 1980.
Puis les MR4 / MR6 et les RV4 et RV6 (avec admission à clapets) leur ont succédé.
Enfin est apparu le fameux AM6 (cotes 40 x 39,3mm) équipant la majorité des cyclomoteurs (49,9 cm3) à boîte de vitesses actuels (mécaboites), mais aussi divers moteurs équipant par exemple des karts ou autres scooters.
L'usine est toujours en Italie du nord, à Bologne. La fabrique est aussi appelée Motori Minarelli. Il est impossible pour un particulier d'y acheter un moteur, ni même d'en savoir le prix, bien que l'am6 semble coûter 1 500 € neuf chez un concessionnaire Peugeot.
Il existe aussi le challenge Minarelli.
Le moteur AM6 équipe les 50 cm3 à boîte de vitesses de marque :
Peugeot, MBK, Rieju, Beta, Sherco, HM, Fantic, Yamaha, Malaguti...
Les modèles d'Aprilia en étaient également équipés jusqu'au rachat de la marque par le groupe Piaggio. Depuis c'est le moteur Derbi, également propriété du groupe, qui équipe les 50 cm3 Aprilia.
Contrairement à une idée reçue, les marques CPI et Generic équipent leurs modèles 50 cm3 à vitesses de moteurs qui, même s'ils peuvent ressembler au Minarelli AM6, ne sont pas fournis par Minarelli. Pour preuve, les cotes (alésage et course) de ces deux moteurs (CPI et Generic) différent légèrement de celles du Minarelli AM6 original, ce qui explique les très légères écarts de cylindrée, de l'ordre du dixième de centimètre-cube, constatées entre ces trois moteurs à la lecture de leurs fiches techniques.